# Associazione Calcio Messina 1928-1929
Questa pagina raccoglie le informazioni riguardanti l'Associazione Calcio Messina nelle competizioni ufficiali della stagione 1928-1929.

## Rosa
| N. |                   | Ruolo | Calciatore              |
| -- | ----------------- | ----- | ----------------------- |
|    | Italia (bandiera) | A     | Giuseppe Amisano        |
|    | Italia (bandiera) | C     | Luigi Ardrizzi          |
|    | Italia (bandiera) | A     | Carmelo Arena           |
|    | Italia (bandiera) | C     | Giovanni Corallo        |
|    | Italia (bandiera) | D     | Giovanni Corona         |
|    | Italia (bandiera) | A     | Salvatore Fidomanzo (I) |
|    | Italia (bandiera) | D     | Francesco Gentile       |
|    | Italia (bandiera) | C     | Francesco Grassi        |
|    | Italia (bandiera) | C     | Pasquale Latella        |
|    | Italia (bandiera) | A     | Francesco Marzullo      |
|    | Italia (bandiera) | A     | Ottaviano Misefari      |

| N. |                   | Ruolo | Calciatore          |
| -- | ----------------- | ----- | ------------------- |
|    | Italia (bandiera) | A     | Montemazzani        |
|    | Italia (bandiera) | P     | Nicolò Narbone      |
|    | Italia (bandiera) | A     | Felice Palumbo      |
|    | Italia (bandiera) | C     | Giovanni Panosetti  |
|    | Italia (bandiera) | D     | Luigi Plez          |
|    | Italia (bandiera) | A     | Demetrio Rando      |
|    | Italia (bandiera) | C     | Pasquale Rattotti   |
|    | Italia (bandiera) | C     | Alfredo Ateo Scocco |
|    | Italia (bandiera) | A     | Vincenzo Smeraldi   |
|    | Italia (bandiera) | P     | Tricomi             |
|    | Italia (bandiera) | A     | Giuseppe Ungaro     |